# Luis Felipe Calderón
Luis Felipe Calderón (ur. 2 maja 1952 w Hawanie, zm. 18 czerwca 2009) – kubański siatkarz i trener siatkarski, szkoleniowiec reprezentacji Kuby w siatkówce kobiet. Jego córką jest siatkarka reprezentacji Kuby Rosir Calderón Díaz.
W latach 70. występował w męskiej reprezentacji kraju w siatkówce. Po zakończeniu kariery zawodniczej rozpoczął pracę trenerską. Od początku lat 90. do 2008 był członkiem sztabu szkoleniowego reprezentacji Kuby kobiet. Za czasów Calderona i Eugenia Georga reprezentacja zdobyła złoty medal na igrzyskach olimpijskich w 2000 w Sydney i brązowy na igrzyskach olimpijskich w 2004 w Atenach. Z pracy z reprezentacją zrezygnował po wykryciu ciężkiej choroby. Zmarł 18 czerwca 2009 na Kubie.